# Ужкенов, Булат Султанович
Ужкенов Булат Султанович — казахстанский государственный деятель, и учёный, председатель правления Акционерного Общества «Волковгеология». Президент Академии минеральных ресурсов Республики Казахстан. Является одним из известнейших гоелогов в Казахстане. Доктор геолого-минеролгических наук, профессор. Академик 

## Биография
Родился 26 октября 1955 года в городе Актюбинск.
Образование:
- Казахский политехнический институт им . В. И. Ленина (1978), горный инженер-геолог;
- Томский политехнический университет (2004), специальность — «Разработка и эксплуатация нефтяных и газовых месторождений», горный инженер-геолог;
- Казахский политехнический институт им. К. И. Сатпаева (2006), специальность — «Геология нефти и газа».

Научные степени и звания:
- Кандидат технических наук (1997).
- Доктор геолого-минералогических наук (2002).
- Профессор Казахского национального университета им. К.И, Сатпаева, Атырауского института нефти и газа.
- Президент Академии Минеральных ресурсов, Академик Инженерной академии, Академии минеральных ресурсов РК, Международной академии минеральных ресурсов. Иностранный член Российской академии естественных наук.

Награды и премии:
- Лауреат Государственной премии Республики Казахстан в области науки и техники[1] (2009).
- Лауреат премий им. Ш.Чокина, Ш. Е. Есенова, К. И. Сатпаева (2005).
- Награждён медалями «Астана» (1998). «10 лет Астаны», «Қазақстан Республикасының тәуелсіздігіне 10 жыл»
- Почётный разведчик недр Республики Казахстан.

Первооткрыватель месторождений полезных ископаемых.
Автор 9 монографий, 22 научных статей.
Владеет казахским, русским и английским языками.

## Карьера
- 1978 — помощник бурильщика Прикаспийской нефтеразведочной экспедиции.
- 1979 — старший геолог, начальник отряда поисково-съёмочной экспедиции Южно-Казахстанского территориально-геологического управления.
- 1990 — директор Казахстанской разведочно-добычной экспедиции Главного казахского геологического управления «Казгеология», директор производственно-геологического предприятия «Каз-минерал».
- 1992 — начальник управления Казахского республиканского управления охраны недр и геологического контроля «Казгеоконтроль».
- 1993 — главный инженер ПТО «Южказгеология», начальник Южно-Казахстанского территориального геологического управления.
- 1995 — начальник Главного управления минеральных ресурсов «Казгоснедра».
- 1997 — председатель Комитета геологии и охраны недр Министерства экологии и природных ресурсов РК.
- С 1999 по февраль 2001 года — вице-министр природных ресурсов и охраны окружающей среды РК.
- С января 2001 года — председатель комитета геологии и недропользования МЭиМР РК.
- С июня 2010 года — председатель Комитета геологии и недропользования Министерства индустрии и новых технологий РК.
- С мая 2011 года — председатель правления АО «Казгеология».
- С декабря 2012 года — президент Энерджи Групп «Темко» (Россия — Казахстан).
- С февраля 2014 года — заместитель председателя правления — главный геолог АО «Волковгеология».
- С сентября 2015 года — председатель правления АО «Волковгеология» АО «НАК „Казатомпром“».

## Личная жизнь и семья
Женат. Супруга — Ужкенова Алма Тулешевна.
Двое детей и шестеро внуков.